# 宮崎周平
宮崎 周平（みやざき しゅうへい）は、日本の漫画家。神奈川県川崎市出身。

## 来歴
『むこうみず君』で第77回赤塚賞佳作受賞。『週刊少年ジャンプ』2013年11号に掲載。
その後『週刊少年ジャンプ』で2014年31号から『それいけ! 融合くん』を短期集中連載。『ジャンプGIGA』2016vol.1からは『ジャン寺ジャン平編集伝』を連載。
またジャンプGIGA2018SUMMERvol.3に約束のネバーランドのスピンオフ漫画『お約束のネバーランド』を掲載。翌2019年1月から少年ジャンプ+で連載。
そして『週刊少年ジャンプ』2020年31号から『僕とロボコ』を連載。

## 作品リスト

### 連載
- それいけ！融合くん（『週刊少年ジャンプ』2014年31号 - 2014年33号） - 短期集中連載。
- ジャン寺ジャン平編集伝（『ジャンプGIGA』2016 vol.1 - 2016 vol.4）
- お約束のネバーランド（『少年ジャンプ+』2019年1月 - 2019年3月）
- 僕とロボコ（『週刊少年ジャンプ』2020年31号 - 連載中）

### 読み切り
- むこうみず君（『週刊少年ジャンプ』2013年11号） - 第77回赤塚賞佳作作品[1]。
- 隣の席の珍子ちゃん（『週刊少年ジャンプ』2013年48号）
- 本当にはなかったし別に怖くもない話（『週刊少年ジャンプ』2014年43号）
- 私が甲子園に連れてったる!!（『週刊少年ジャンプ』2017年1号）
- お約束のネバーランド（『ジャンプGIGA』2018 SUMMER vol.3、『週刊少年ジャンプ』2014年44号[8]）
- 銀杏ガールズ（『週刊少年ジャンプ』2020年18号）

### 書籍
- 『お約束のネバーランド』、集英社〈ジャンプコミックス+〉2019年、全1巻
- 『僕とロボコ』、集英社〈ジャンプコミックス〉2020年 - 刊行中、既刊23巻（2025年8月4日現在）

## メディア出演

### テレビ
- 漫道コバヤシ 第101回「漫道コバヤシ 漫画大賞2023」（2024年1月27日、フジテレビONE）[9]